# Partit Occitan
Der Partit Occitan ist eine Partei in Frankreich, die 1987 in Toulouse gegründet wurde und sich als links, ökologisch und regionalistisch versteht. Auch wenn der Partit Occitan nicht im Parlament vertreten ist, gehört er zu den größten Regionalparteien des Landes.
Die Region, die sie vertritt, ist Okzitanien, eine Sprachregion, die knapp der Südhälfte Frankreichs entspricht und deren größte Städte Marseille und Toulouse sind. Eine Stadt, in der der Partit Occitan zumindest marginal an Bedeutung gewinnen konnte, ist Bordeaux.
Die Partei ist Mitglied der Europäischen Freien Allianz.